# ユタ州兵
ユタ州兵（Utah National Guard）はアメリカ合衆国ユタ州における州兵。ユタ陸軍州兵およびユタ空軍州兵から成り、平時には災害救援・治安維持の任務に就く。

## 歴史
ユタ州兵の前身は1849年まで遡ることができる。1847年にユタ州へのモルモン教徒の移民が開始され、それを保護する目的で民兵組織が設立された。民兵組織は主にイリノイ州からの移民で組織され、Nauvoo Legionと呼ばれた。1857年にはカリフォルニア州への移民を襲撃する事件を起こしている（マウンテンメドウの虐殺）。1858年には連邦軍と交戦している（ユタ戦争）。その後、連邦政府と和平し、インディアン鎮圧任務や、南北戦争中は治安維持業務に就いた。
この民兵組織・Nauvoo Legionは州政府よりもモルモン教徒と関係が強かったが、1887年に解散した。1894年にユタ州兵が組織され、モルモン教との関係はなくなり、州政府の組織となった。1903年以降は連邦政府の組織に組み込まれた。

## 陸軍州兵の主要部隊
- 第97群司令部 (97th Troop Command)
- 第640連隊（地域訓練所）(640th Regiment) (Regional Training Institute)
- 第1軍団砲兵 (I Corps Artillery)
- 第19特殊部隊群（空挺）(19th Special Forces Group) (Airborne)
- 第211航空群 (211th Aviation Group)
- 第115工兵群(115th Engineer Group) (CBT)
- 第300軍事情報旅団（言語）(300th Military Intelligence Brigade) (Linguist)
- 陸軍航空支援施設(Army Aviation Support Facility,AASF)
- 第85大量破壊兵器市民支援チーム(85th WMD Civil Support Team)
- 第1457戦闘工兵大隊(1457th Engineer Combat Battalion)